# Vlag van Anthisnes
De vlag van Anthisnes is op 7 juni 1990 bij raadsbesluit vastgesteld als de vlag van de Luikse gemeente Anthisnes. De vlag kan als volgt worden beschreven:
Horizontaal verdeeld groen-wit-groen, met twee gele cirkels horizontaal geplaatst in de bovenste groene baan, drie zwarte hermelijnstaarten horizontaal geplaatst in de witte baan en een gele cirkel geplaatst in de onderste groene baan, al deze elementen zijn dicht bij de witte streep geplaatst naar de broeking.
De vlag werd pas op 4 april 1996 bevestigd door de Franse Gemeenschapsregering. De vlag is afgeleid op het gemeentewapen.